# Patton Oswalt
Patton Oswalt (Portsmouth, Virginia, VS, 27 januari 1969) is een Amerikaans acteur. Oswalt is vooral bekend als Spence Olchin, een kameraad van Doug Heffernan, uit The King of Queens.
Oswalt begon als stand-upcomedian en debuteerde in 1994 op televisie in een aflevering van Seinfeld. Zijn speelfilmdebuut maakte hij in Mind Control. Ook was hij te zien in onder meer Blade: Trinity, Man on the Moon en Taxi.
Verder doet hij veel voice-over werk, zowel voor commercials en tekenfilms als voor computerspellen.
Oswalt trouwde in 2005 met schrijfster Michelle Eileen McNamara. Zij overleed op 21 april 2016 op 46-jarige leeftijd in haar slaap.

## Filmografie
- Seinfeld (televisieserie) - Klerk (afl. The Couch, 1994)
- Mind Control (1995) - Rol onbekend
- Mad TV (televisieserie) - Kreupele in rolstoel (episode 1.5, 1995)
- Quarrantine (1996) - Rol onbekend
- Robbery (televisiefilm, 1996) - Rol onbekend
- Lottery (televisiefilm, 1996) - Rol onbekend
- Sleep (televisiefilm, 1996) - Rol onbekend
- Down Periscope (1996) - Stingray radioman
- Mr. Show with Bob and David (televisieserie) - Beroemde Mortimer (afl. Operation Hell on Earth, 1996)
- NewsRadio (televisieserie) - Guy (afl. The Trainer, 1996)
- The Weird Al Show (televisieserie) - Seymour (afl. Bad Influence, 1997)
- Vermin (1998) - Rol onbekend
- Mr. Show with Bob and David (televisieserie) - Man in restaurant (afl. Patriotism, Pepper, and Professionalism, 1998)
- Desperate But Not Serious (1999) - Auteur #1
- Magnolia (1999) - Delmer Darion
- Man on the Moon (1999) - Blue Collar Guy
- Super Nerds (televisiefilm, 2000) - Leslie
- Batman Beyond (televisieserie) - Eldon Michaels (afl. Sentries of the Lost Cosmos, 2000, stem)
- Zoolander (2001) - Monkey Photographer
- Run Ronnie Run (2002) - Dozer - Editor #1
- The Vinyl Battle (2002) - DJ
- Zig Zag (2002) - Shelly
- Home Movies (televisieserie) - Helmet (afl. Renaissance, 2002, stem)
- Static Shock (televisieserie) - Specs/Spectral (afl. The New Kid, 2000, stem; Trouble Squared, 2003, stem)
- Calendar Girls (2003) - Larry
- Aque Teen Hunger Force (televisieserie) - DP/Skeeter (afl. Frat Aliens, 2003; The Last One, 2003)
- Crank Yankers (televisieserie) - Boomer (episode 1.2, 2002, stem; episode 2.6, 2003, stem; episode 2.9, 2003, stem; episode 2.20, 2003, stem)
- The Fairly OddParents (televisieserie) - Comicbook Writer (afl. The Big Superhero Wish!, 2004)
- Starsky & Hutch (2004) - Disco DJ
- Outpost (dvd, 2004) - Buddha
- See This Movie (2004) - Felix
- Taxi (2004) - Clerk at Inpound Office
- Tom Goes to the Mayor (televisieserie) - Zynx (afl. Pioneer Island, 2004, stem)
- Blade: Trinity (2004) - Hedges
- Reno 911! (televisieserie) - Kenny Rogers Assassin (afl. Security for Kenny Rogers, 2004)
- Reno 911! (televisieserie) - Dungeon Master (afl. Dangle's Wife Visits, 2004; Not Without My Mustache, 2004; Junior Gets Married, 2004)
- Cake Boy (dvd, 2005) - Cake Pervert
- Cheap Seats: Without Ron Parker (televisieserie) - Carter Bogie (afl. Kids Putt-Putt/Double Dutch, 2005)
- Grand Theft Auto: Liberty City Stories (computerspel, 2005) - Radio Caller on Heartland Values with Nurse Bob (Stem)
- Clark and Michael (dvd, 2006) - Realtor
- Failure to Lauch (2006) - Techie Guy
- The Batman (televisieserie) - Cosmo Krank/Toymaker (afl. Cash for Toys, 2006, stem)
- The Amazing Screw-On Head (televisiefilm, 2006) - Mr. Groin (Stem)
- Grand Theft Auto: Vice City Stories (computerspel, 2006) - New World Order Caller/Reporter
- Squidbillies (televisieserie) - Rol onbekend (afl. Survival of the Dumbest, 2006, stem)
- Aqua Teen Hunger Force (televisieserie) - Jesus Ezekial Jesus (afl. Ezekial, 2006, stem)
- Sex and Death 101 (2007) - Fred
- Reno 911!: Miami (2007) - Jeff Spoder
- Greetings from Earth (2007) - Roger
- Human Giant (televisieserie) - Let's Go Fan (afl. Let's Go, 2007, stem)
- Kim Possible (televisieserie) - Professor Dementor (8 afl., 2003-2007, stem)
- Human Giant (televisieserie) - Frat Boy (afl. The Illusionators, 2007, stem)
- The King of Queens (televisieserie) - Spence Olchin (116 afl., 1998-2007)
- Ratatouille (2007) - Remy (Stem)
- Your Friend the Rat (2007) - Remy (stem)
- Reno 911! (televisieserie) - Boozehammer of Galen (afl. Spanish Mike Returns, 2006; Son of a Chechekevitch, 2006; Ex-Wife and Her New Husband, 2007)
- SpongeBob SquarePants (televisieserie) - Jim (afl. The Original Fry Cook/Night Light, 2007, stem)
- Balls of Fury (2007) - Hammer
- The Batman (televisieserie) - Marty Slack (afl. The Metal Face of Comedy, 2007, stem)
- All Roads Lead Home (2008) - Milo
- WordGirl (televisieserie) - Tobey (afl. Tobey's Masterpiece/Chuck the Nice Pencil-Selling Guy, 2007, stem; Princess Triana & the Ogre of Castlebum/Summertime, 2008, stem)
- Reno 911! (televisieserie) - Car Crash Movie Snob (afl. Death of a Pickle-Thrower, 2008)
- Tim and Eric Awesome Show, Great Job! (televisieserie) - Joshua Beard (afl. Dolls, 2007; Rascals, 2008; Brownies, 2008)
- The Informant (2009) - Ed Herbst (naproductie)
- Observe and Report (2009) - Cinnabon Man (naproductie)
- The United States of Tara (televisieserie) - Neil (episode 1.1, 2008; episode 1.2, 2008, voorproductie)
- Young Adult (2011) - Matt Freehauf
- The Simpsons (televisieserie) - T-Rex (afl. The Day the Earth Stood Cool, 2012, stem); Bart's Guilt (afl. The Cad and the Hat, 2017, stem)
- The Secret Life of Walter Mitty (2013) - Todd Maher
- Gravity Falls (televisieserie) - Franz (afl. The Golf War, 2014, stem)
- Ratatouille - Remy (attractie, 2014, stem)
- Agents of S.H.I.E.L.D. (televisieserie) (2014-2020) - Eric Koenig, Billy Koenig, Sam Koenig, Thurston Koenig, Ernest Koenig
- The Circle (2017) - Tom Stenton
- Spider-Man (televisieserie) (2017-2019, stem) - Ben Parker, Chameleon
- Mickey and the Roadster Racers (televisieserie) (2017-2020, stem) - Mr. McSnorter
- Big Hero 6: The Series (televisieserie) (2018-2021, stem) - Mr. Sparkles
- Teen Titans Go! To the Movies (2018) - Atom (stem)
- The Secret Life of Pets 2 (2019) - Max (stem)
- Dragons: Rescue Riders (2019) - Oscar (stem, 1 aflevering, 1 special)
- M.O.D.O.K. (televisieserie) (2021) - MODOK (stem)
- Eternals (2021) - Pip the Troll (stem)
- The Sandman (televisieserie) (2022) - Matthew the Raven (stem)
- Ghostbusters: Frozen Empire (2024) - Dr. Hubert Wartzki

- Bibsys: 12048905
- Bibliothèque nationale de France: cb16629087h (data)
- Catàleg d'autoritats de noms i títols de Catalunya: 981060405969206706
- Gemeinsame Normdatei: 1025453271
- International Standard Name Identifier: 0000 0001 1482 9977
- Library of Congress Control Number: n2007086866
- MusicBrainz: d9562589-942d-4971-a030-77df0503366d
- Nationale Bibliotheek van Israël: 987007332928705171
- Nederlandse Thesaurus van Auteursnamen: 423687360
- Réseau des bibliothèques de Suisse occidentale: 02-A027752299
- Système universitaire de documentation: 181039230
- Virtual International Authority File: 163168163
- WorldCat: E39PBJrm8Fc8RFCQ3j9FRGMMfq